# 聖方濟沙勿略主教座堂 (阿德萊德)

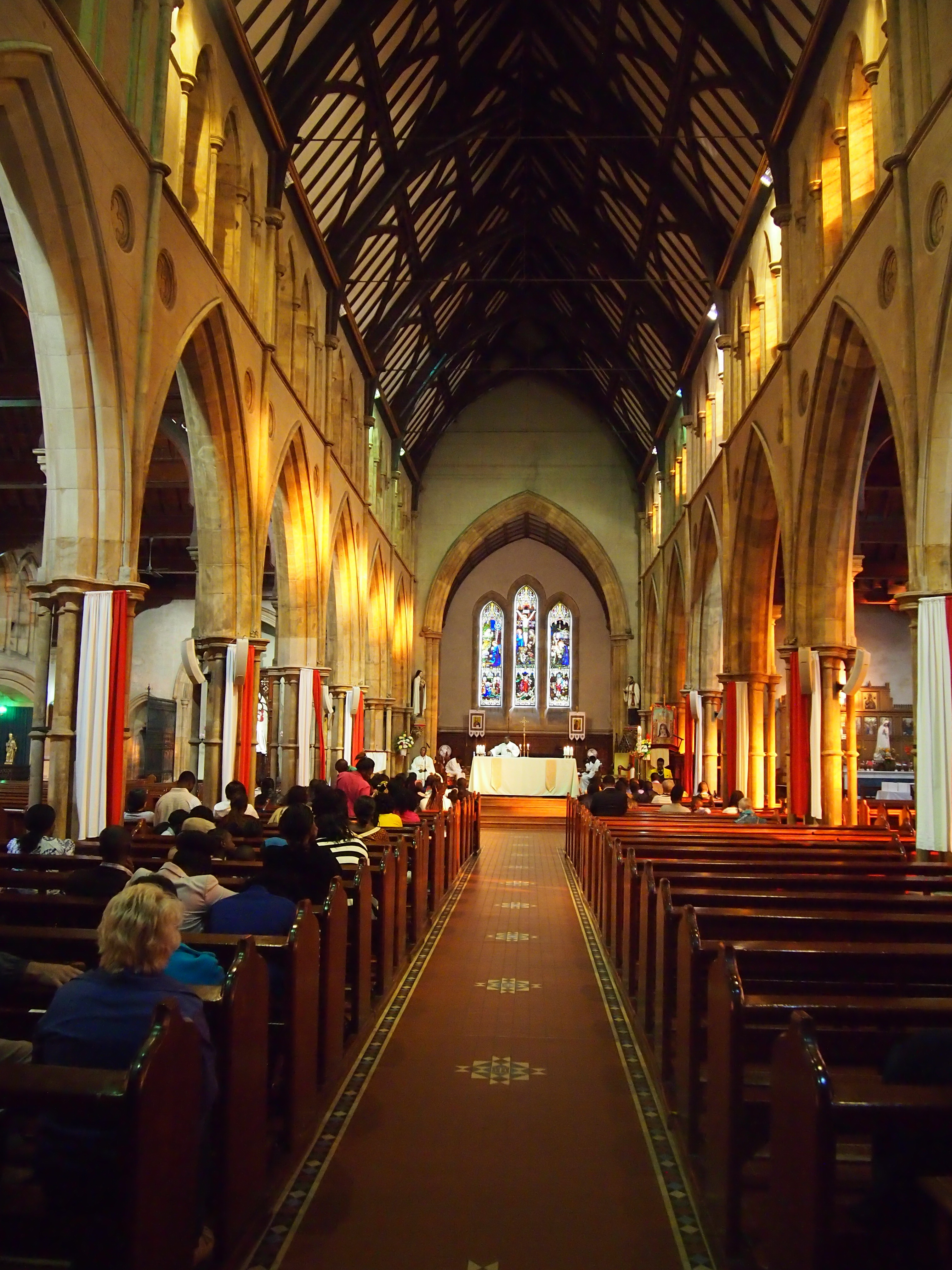
内部

聖方濟沙勿略主教座堂（英語：St Francis Xavier's Cathedral）是天主教阿德萊德总教区的主教座堂，位于澳大利亚南澳大利亚州阿德萊德，哥特复兴建筑，钟楼高36米，长56.5米。1856年动工，但直到1996年才完成。